# BALANCE COATED
BALANCE COATED（バランスコーテッド）は、Vo.三味線の坂本真二郎を中心に構成される日本のバンド形態のプロジェクト。

## 概要・来歴
メインメンバーはVo.三味線を担当する坂本真二郎の男性一人。
元ヒビキメロヲ、HYBRID HUMAN IDEOLOGY、ROAの坂本真二郎が中心となり、長年の活動を通じて繋がりを持った、様々な分野のアーティスト、メジャー、インディーズミュージシャンが参加するプロジェクトとして2013年1月より始動。
三味線、Acoustic Guitar、Synthesizer、Sampler、Bass、Drumなどの楽器を使用し、アナログとデジタルの世界を融合している。レコーディングを含めた録音、アートワークなど、ほぼ全てのディレクションを自らで行っている。
プロジェクト名の由来は、今まで出会ってきた素晴らしいアーティスト達が気軽に参加できる環境を提供して繋がりを持ちたく大きなバランスを一つにコーティング（覆う、包む）したいという思いが込められている。
2013年3月25日よりiTunes、Amazon、music.jp、レコチョクなど、世界51カ国に1st.シングル「デザート」が配信開始。Amazonでは楽曲ヒット商品第1位、新着ニューリリースランキング第10位にランクイン。続く2nd.シングル「butterflies」同年6月5日配信も同じくAmazonにて楽曲ヒット商品第1位、新着ニューリリースMP3アルバムランキング第6位にランクインと、1st.2nd.シングルでダブル1位を獲得した。今後は更に個人プロジェクトとしての色を濃くする旨を発表した。

## メンバー
坂本真二郎（さかもとしんじろう）
ボーカル、三味線、ギター、他担当。
- 島根県生まれ。東京に移住し高校を卒業後渡米。オハイオ州にある大学を中退し帰国後、音楽活動を再開する。幾つかのバンド活動を経て2005年、ニライカナイのボーカルとしてデビュー。その後ヒビキメロヲのVo.三味線として再びデビューし「音楽だけでは食えないからガチでサラリーマンをしながら音楽活動を続けている」と、サラリーマンをしつつその後HYBRID HUMAN IDEOLOGYを結成。プロジェクトのリーダーであり、ほぼ全ての作詞、作曲などを手がけている。ニックネームは幼少の頃から呼ばれていた「マニ（真二郎をまにろうと呼ばれていた）」だが、HYBRID HUMAN IDEOLOGYでは本名に戻している。「自分のようにガチでサラリーマンしながら、働きながらでも大好きなこと（音楽）はできるということを証明したい」[3]とも公言していた。
- 使用するメインの三味線はライブに特化した仕様となっている三味線かとう製のエレキ津軽三味線である。

## 参加アーティスト
TAKUMA（たくま）
シンセサイザー担当。
- 埼玉を拠点に活動していた元The sunrise of mind、eimie、現SPARK!! SOUND!! SHOW!!のキーボード担当。メンバー最年少。坂本とはライブの共演で知り合い、その後の繋がりでHYBRID HUMAN IDEOLOGYのライブにゲスト参加。後にサポートキーボードとしても参加している。
- Macintoshを中心に機材を構成しサンプラーやパッドなども使用している。

マリーヌ（まりーぬ）
ベース担当。
- 元Made in Asia、現BimBamBoomのベース担当。過去にはガールズロックバンド、CraddaghRing（クラダーリング）のベースとして活動していた。他にセッションや様々なバンドにも参加している。そのスキルの高さから紅一点ながら存在感も抜きん出ており、坂本も惚れたと言うほどベースプレイの評価も高い。[4]
- メインのベースはCOMBAT GUITARS製のカスタムベース、自身がオーダーしたマリーヌモデルを使用。BALANCE COATEDではコーラスも担当している。

KEIICHI（けいいち）
ドラムス担当。
- universeのドラムス担当。堅実なプレイ、安定したリズム、時には非常にアグレッシブな表現と繊細さをも持ち合わせる様々なスタイルを打ち出すドラマーとして定評がある。坂本とは過去に同じ事務所での関わりがあり親交も深く長い。
- BALANCE COATEDでは生ドラム、エレクトリックドラムを中心にドラムプログラミングも担当。

## 作品
- ASIN B00BR0TV0M, デザート - 2013年3月25日発売（シングル配信）
- ASIN B00D1SO66W, butterflies - 2013年6月5日発売（シングル配信）
- iTunesではデジタルブックレット付の特別配信版も発売されている